# Ousmane Camara (calciatore 2003)
Ousmane Camara (Parigi, 6 marzo 2003) è un calciatore francese, difensore dell'Angers.

## Carriera

### Club
Cresciuto nel settore giovanile del Paris FC, debutta in prima squadra il 22 agosto 2020, in occasione dell'incontro di Ligue 2 vinto per 0-3 contro il Chambly. Il 5 novembre successivo firma il suo primo contratto professionistico con i parigini, di durata triennale. Il 16 agosto 2022 viene acquistato dall'Angers, firmando un contratto quadriennale; 12 giorni dopo ha esordito in Ligue 1, disputando l'incontro perso per 3-1 contro il Troyes.

### Nazionale
Il suo percorso nella nazionali giovanili inizia debuttando con l'Under-19.
Il 10 maggio 2023 è stato incluso dal selezionatore Landry Chauvin nella lista dei convocati della nazionale Under-20 per partecipare al Mondiale di categoria in Argentina.

## Statistiche

### Presenze e reti nei club
Statistiche aggiornate al 14 dicembre 2024.
| Stagione        | Squadra         | Campionato      | Campionato | Campionato | Coppe nazionali | Coppe nazionali | Coppe nazionali | Coppe continentali | Coppe continentali | Coppe continentali | Altre coppe | Altre coppe | Altre coppe | Totale | Totale |
| Stagione        | Squadra         | Comp            | Pres       | Reti       | Comp            | Pres            | Reti            | Comp               | Pres               | Reti               | Comp        | Pres        | Reti        | Pres   | Reti   |
| --------------- | --------------- | --------------- | ---------- | ---------- | --------------- | --------------- | --------------- | ------------------ | ------------------ | ------------------ | ----------- | ----------- | ----------- | ------ | ------ |
| 2020-2021       | Paris FC 2      | N3              | 4          | 0          | -               | -               | -               | -                  | -                  | -                  | -           | -           | -           | 4      | 0      |
| 2020-2021       | Paris FC        | L2              | 2          | 0          | CF              | 1               | 0               | -                  | -                  | -                  | -           | -           | -           | 3      | 0      |
| 2021-2022       | Paris FC        | L2              | 34+1       | 0          | CF              | 0               | 0               | -                  | -                  | -                  | -           | -           | -           | 35     | 0      |
| Totale Paris FC | Totale Paris FC | Totale Paris FC | 36+1       | 0          |                 | 1               | 0               |                    | -                  | -                  |             | -           | -           | 38     | 0      |
| 2022-2023       | Angers 2        | N2              | 2          | 0          | -               | -               | -               | -                  | -                  | -                  | -           | -           | -           | 2      | 0      |
| 2023-2024       | Angers 2        | N2              | 2          | 0          | -               | -               | -               | -                  | -                  | -                  | -           | -           | -           | 2      | 0      |
| 2024-2025       | Angers 2        | N2              | 7          | 1          | -               | -               | -               | -                  | -                  | -                  | -           | -           | -           | 7      | 1      |
| Totale Angers 2 | Totale Angers 2 | Totale Angers 2 | 11         | 1          |                 | -               | -               |                    | -                  | -                  |             | -           | -           | 11     | 1      |
| 2022-2023       | Angers          | L1              | 9          | 0          | CF              | 3               | 0               | -                  | -                  | -                  | -           | -           | -           | 12     | 0      |
| 2023-2024       | Angers          | L2              | 4          | 0          | CF              | 2               | 0               | -                  | -                  | -                  | -           | -           | -           | 6      | 0      |
| Totale Angers   | Totale Angers   | Totale Angers   | 13         | 0          |                 | 5               | 0               |                    | -                  | -                  |             | -           | -           | 18     | 0      |
| Totale carriera | Totale carriera | Totale carriera | 64+1       | 1          |                 | 6               | 0               |                    | -                  | -                  |             | -           | -           | 71     | 1      |